# Oldenlandiopsis callitrichoides
Oldenlandiopsis callitrichoides är en måreväxtart som först beskrevs av August Heinrich Rudolf Grisebach, och fick sitt nu gällande namn av Edward Everett Terrell och Walter Hepworth Lewis. Oldenlandiopsis callitrichoides ingår i släktet Oldenlandiopsis och familjen måreväxter. Inga underarter finns listade i Catalogue of Life.